# Città Bianca (Tel Aviv)
La Città Bianca (in ebraico: העיר הלבנה, Ha-Ir HaLevana) fa riferimento alla presenza a Tel-Aviv di più di 4.000 edifici, costruiti in stile Bauhaus o Movimento Moderno, negli anni trenta da architetti tedeschi ebrei immigrati nel Territorio britannico di Palestina a seguito della salita al potere del Nazionalsocialismo.

## Architettura

Pianta della città bianca

La città è la maggiore al mondo per la presenza di edifici realizzati secondo i principi del Movimento Moderno.
Nel 2003 l'Organizzazione delle Nazioni Unite per l'Educazione, la Scienza e la Cultura (UNESCO) ha proclamato la Città Bianca di Tel-Aviv Patrimonio Culturale dell'Umanità, come «un sorprendente esempio dell'urbanistica e architettura di una nuova città del primo XX secolo».
La citazione riconosce l'eccezionale adattamento di una tendenza architettonica moderna internazionale alle condizioni culturali e climatiche della città.

## Storia
Il progetto di una nuova città giardino, da chiamare Tel-Aviv, fu sviluppato tra le dune di sabbia fuori Giaffa nel 1909.
L'urbanista inglese Patrick Geddes, che aveva già lavorato al progetto urbanistico di New Delhi, fu incaricato dal sindaco della città, Meir Dizengoff, di realizzare il masterplan per la nuova città. Geddes iniziò a lavorare al progetto nel 1925 e fu accettato solo nel 1929. La posizione dell'autorità britannica si dimostrava favorevole.
L'ingegnere Ya'acov Ben-Sira contribuì significativamente allo sviluppo del progetto a cui partecipò tra il 1929 e il 1951.
Oggi la "Città Bianca" è significativamente un luogo di attrazione turistica ed un quartiere molto frequentato.

## Galleria d'immagini

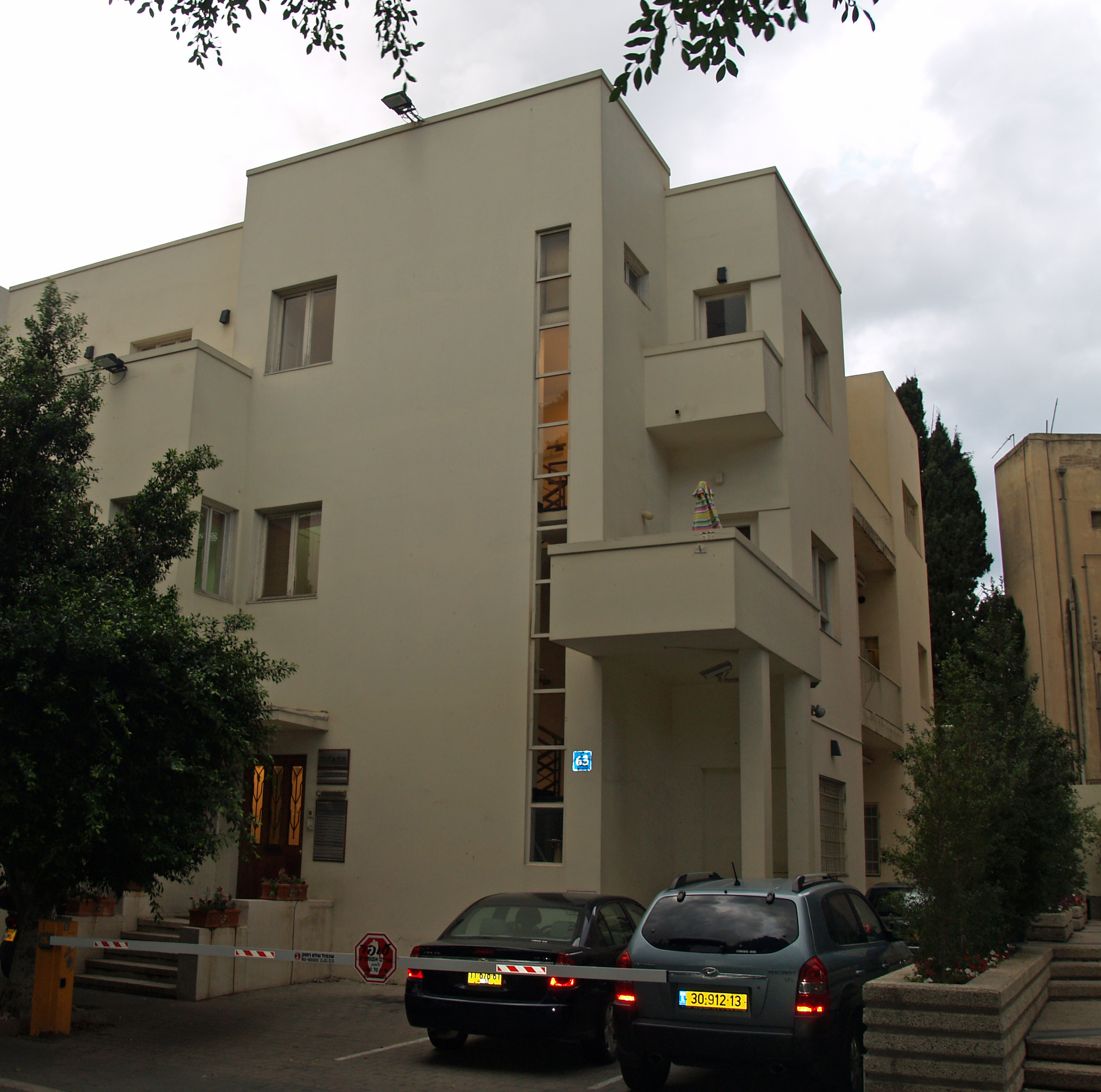
63, Rothschild Boulevard
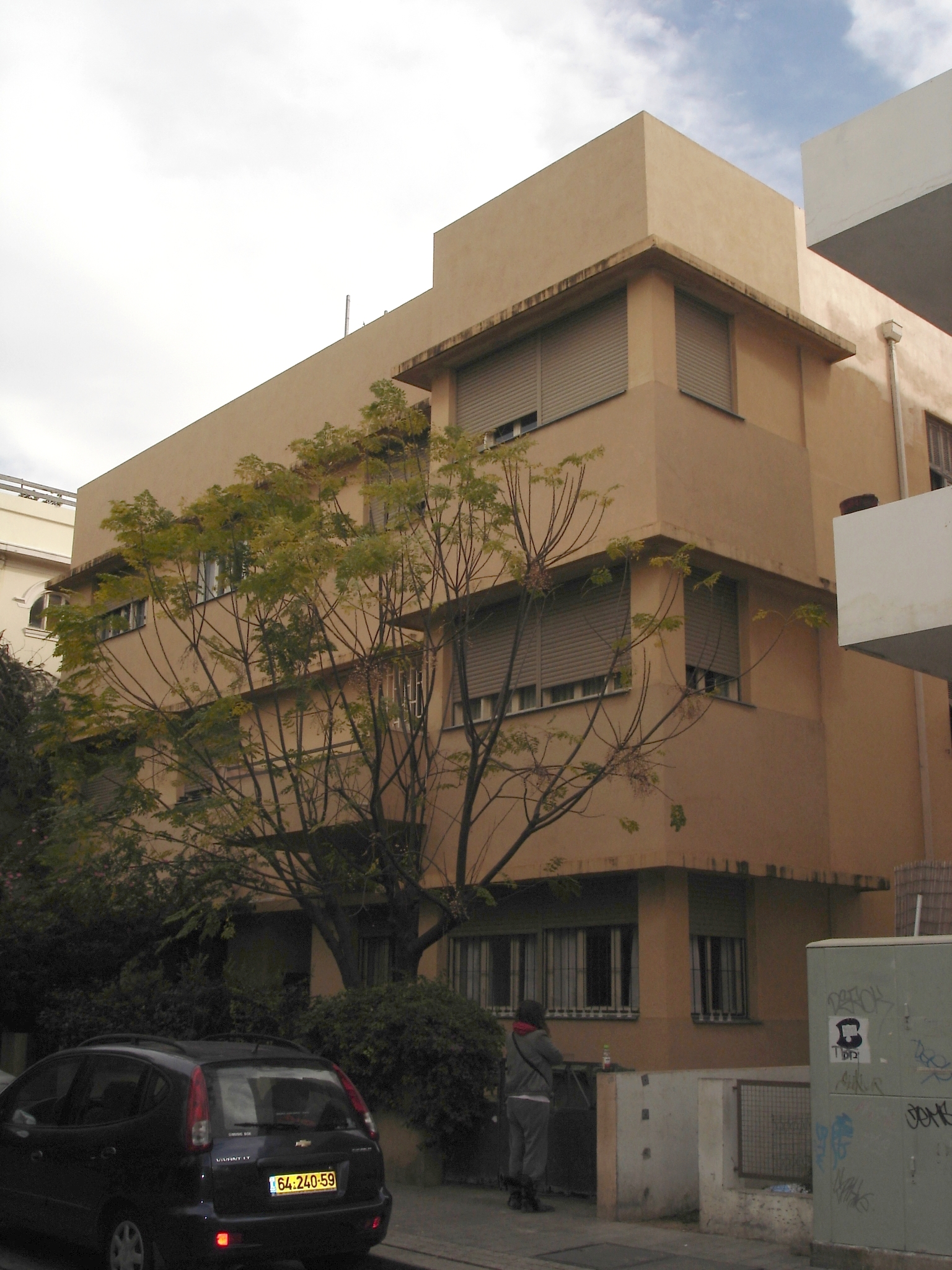
Casa Dr.Krinsky
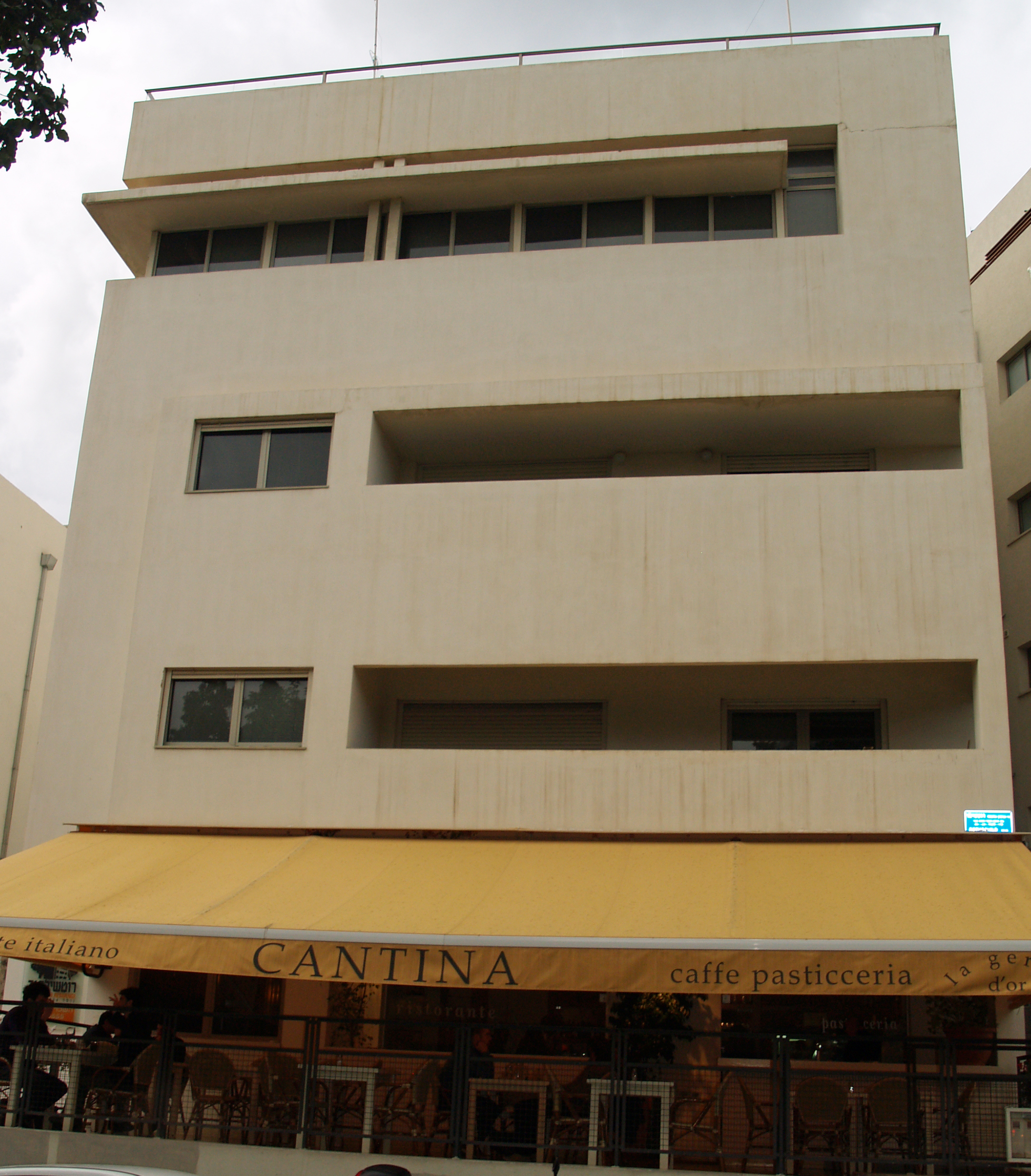
71,Rothschild Boulevard
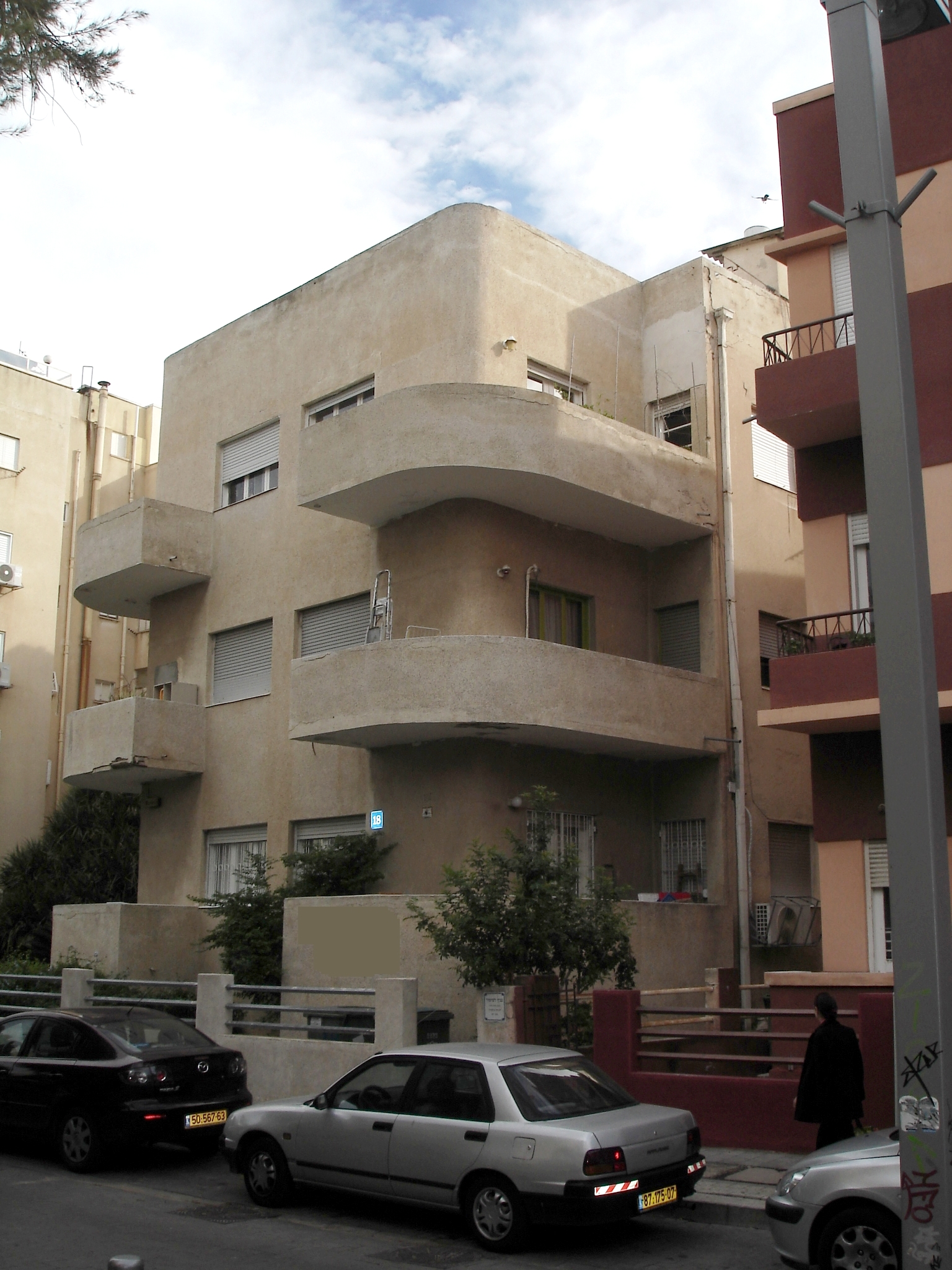
18, Bialik Street
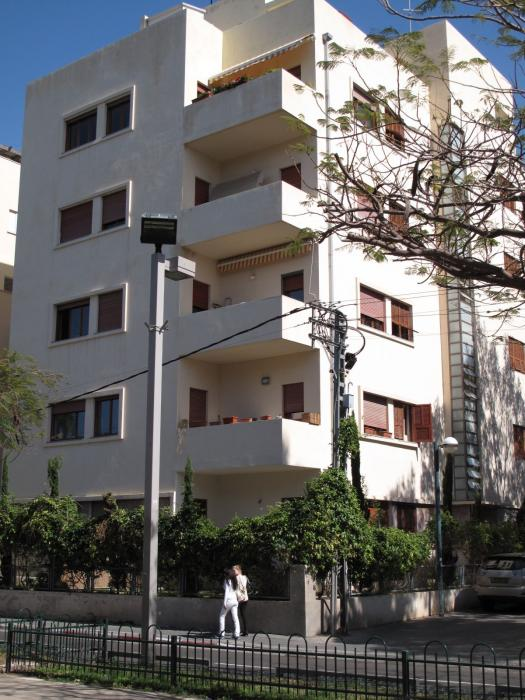
Casa in Rothschild Bouvelard
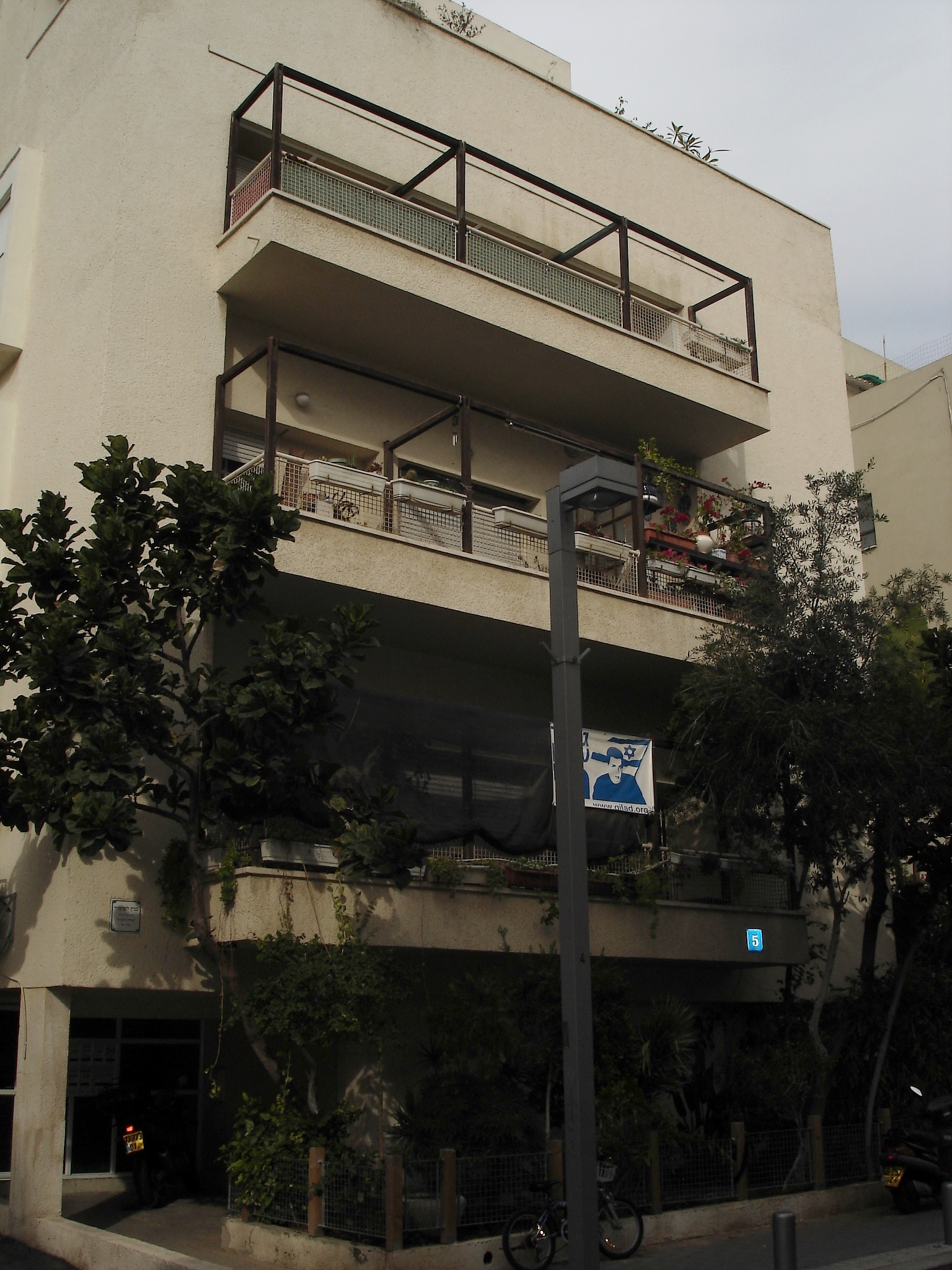
Casa Avezerman, 5 Bialik Street